# Lilla Bälgviken
Lilla Bälgviken är en sjö i Eskilstuna kommun i Södermanland och ingår i Norrströms huvudavrinningsområde. Sjön har en area på 0,0888 kvadratkilometer och ligger 38,1 meter över havet.

## Delavrinningsområde
Lilla Bälgviken ingår i det delavrinningsområde (657093-153948) som SMHI kallar för Ovan Kälbroån. Medelhöjden är 45 meter över havet och ytan är 8,68 kvadratkilometer. Räknas de 10 avrinningsområdena uppströms in blir den ackumulerade arean 88,25 kvadratkilometer. Tandlaån (Slytån) som avvattnar avrinningsområdet har biflödesordning 2, vilket innebär att vattnet flödar genom totalt 2 vattendrag innan det når havet efter 148 kilometer. Avrinningsområdet består mestadels av skog (41 procent), öppen mark (12 procent) och jordbruk (38 procent). Avrinningsområdet har 0,81 kvadratkilometer vattenytor vilket ger det en sjöprocent på 1,6 procent. Bebyggelsen i området täcker en yta av 1,3 kvadratkilometer eller 3 procent av avrinningsområdet.